# Список прем'єр-міністрів Буркіна-Фасо
У цій статті подано Список голів уряду Буркіна-Фасо.

## Список голів уряду Буркіна-Фасо
| Ім'я                                                                       | Посада                        | Початок терміну   | Завершення терміну | Партія      |
| -------------------------------------------------------------------------- | ----------------------------- | ----------------- | ------------------ | ----------- |
| Французька Верхня Вольта                                                   |                               |                   |                    |             |
| Даніель Уеззен Кулібалі                                                    | Віце-Президент урядової ради  | 18 травня 1957    | 26 липня 1958      | RDA/PDU     |
| Даніель Уеззен Кулібалі                                                    | Президент урядової ради       | 26 липня 1958     | 7 вересня 1958     | PDU         |
| Моріс Ямеого                                                               | В.о. Президента урядової ради | 7 вересня 1958    | 21 жовтня 1958     | UDV         |
| Моріс Ямеого                                                               | Президент урядової ради       | 21 жовтня 1958    | 11 грудня 1958     | UDV         |
| Автономна Республіка Верхня Вольта (у складі заморських територій Франції) |                               |                   |                    |             |
| Моріс Ямеого                                                               | Прем'єр-міністр               | 11 грудня 1958    | 11 грудня 1959     | UDV         |
| Пост ліквідовано                                                           | Пост ліквідовано              | 11 грудня 1959    | 5 серпня 1960      |             |
| Республіка Верхня Вольта                                                   |                               |                   |                    |             |
| Посту немає                                                                | Посту немає                   | 5 серпня 1960     | 13 лютого 1971     |             |
| Жерар Канго Уедраого                                                       | Прем'єр-міністр               | 13 лютого 1971    | 8 лютого 1974      | MDV-RDA     |
| Сангуле Ламізана                                                           | Прем'єр-міністр               | 8 лютого 1974     | 7 липня 1978       |             |
| Жозеф Кономбо                                                              | Прем'єр-міністр               | 7 липня 1978      | 25 листопада 1980  | UDV-RDA     |
| Сей Зербо                                                                  | Прем'єр-міністр               | 25 листопада 1980 | 7 листопада 1982   | Військовики |
| Посада вакантна                                                            | Посада вакантна               | 7 листопада 1982  | 10 січня 1983      |             |
| Томас Санкара                                                              | Прем'єр-міністр               | 10 січня 1983     | 17 травня 1983     | Військовики |
| Пост ліквідовано                                                           | Пост ліквідовано              | 17 травня 1983    | 17 травня 1983     |             |
| Буркіна-Фасо                                                               |                               |                   |                    |             |
| Посту немає                                                                | Посту немає                   | 4 серпня 1984     | 16 червня 1992     |             |
| Юссуф Уедраого                                                             | Прем'єр-міністр               | 16 червня 1992    | 22 березня 1994    | ODP-MT      |
| Роч Марк Кристіан Каборе                                                   | Прем'єр-міністр               | 22 березня 1994   | 6 лютого 1996      | ODP-MT      |
| Кадре Десіре Уедраого                                                      | Прем'єр-міністр               | 6 лютого 1996     | 7 листопада 2000   | CDP         |
| Ернест Йонлі Параманга                                                     | Прем'єр-міністр               | 7 листопада 2000  | 11 червня 2007     | CDP         |
| Терціус Зонго                                                              | Прем'єр-міністр               | 11 червня 2007    | 18 квітня 2011     | CDP         |
| Люк-Адольф Тіао                                                            | Прем'єр-міністр               | 18 квітня 2011    | 30 жовтня 2014     | CDP         |
| Ісаак Зіда                                                                 | Прем'єр-міністр               | 19 листопада 2014 | 17 вересня 2015    | Військовий  |
| Ісаак Зіда                                                                 | Прем'єр-міністр               | 23 вересня 2015   | 29 грудня 2015     | Військовий  |
| Поль Каба Тьєба                                                            | Прем'єр-міністр               | 6 січня 2016      | 19 січня 2019      | незалежний  |
| Кристоф Дабіре                                                             | Прем'єр-міністр               | 24 січня 2019     | 10 грудня 2021     | незалежний  |
| Лассіна Зербо                                                              | Прем'єр-міністр               | 10 грудня 2021    | 24 січня 2022      | незалежний  |
| Посада вакантна (24 січня 2022 — 3 березня 2022)                           |                               |                   |                    |             |
| Альберт Уедраого                                                           | Прем'єр-міністр               | 3 березня 2022    | 21 жовтня 2022     | незалежний  |
| Аполлінер Йоахім К'єлем де Тамбела                                         | Прем'єр-міністр               | 21 жовтня 2022    | нині               | незалежний  |

## Політичні партії
- RDA — (фр. Rassemblement Democratique Africain) Африканське демократичне об'єднання (єдина партія африканських політиків у французьких колоніях)
- PDU — (фр. Parti Démocratique Unifié) Об'єднана демократична партія
- MDV — (фр. Mouvement Démocratique Voltaïque) Демократичний рух Вольти
- UDV — (фр. Union Démocratique du Volta) Демократичний союз Вольти (єдина легальна партія у 1960–1966 роках)
- ODP-MT — (фр. Organisation pour la Démocratie Populaire-MT) Організація народної демократії — Робітничий рух (марксисти, перейменована на CDP)
- CDP — (фр. Congrès pour la Démocratie et le Progrès) Конгрес за демократію та прогрес (ультра-ліві, відмовились від марксизму 1 серпня 1997)

## Нотатки
1. ↑  Скинутий унаслідок державного перевороту в Буркіна-Фасо[1][2]